# Арапска кинематографија
Арапска кинематографија (арап. السينما العربية) односи се на филмску индустрију арапског света. Већина продукција потиче из египатске кинематографије.
Прва пројекција филма у Египту одржана је у Александрији 1896. године од стране француске браће Лимијер. Египатска индустрија се развила од немих филмова до звучних филмова, при чему су мјузикли чинили највећи део продукција током 1930-их и 1940-их. Од првих филмова арапске продукције био је египатски филм Барсум тражи посао из 1923. године, и Лејла, објављен у Египту 1927. године, док је први филм на арапском језику био Синови аристократа, такође објављен у Египту 1932. године. Студио Миср, основан 1935. године, био је први национални студио те врсте у арапском свету. Период од касних 1940-их до 1960-их описан је као „златно доба арапске кинематографије“, јер су арапски глумци из целог Блиског истока кренули ка слави у Каиру. Током овог периода, међу значајним глумцима били су Хинд Ростом, Махмуд ел-Мелигуј, Анвар Вагди, Фејруз и Соад Хосни. Педесетих година прошлог века, египатска филмска индустрија била је трећа највећа на свету. Године 1976. основан је Међународни филмски фестивал у Каиру, поставши први филмски фестивал одржан у арапском свету.
Због успеха египатског позоришта 1920-их, како у комедији тако и у мелодрами, овај успех је подстакао прелазак у кинематографију, где су оба ова жанра била предводници. Истакнуте личности из света мелодраме, попут Јусефа Вахбија, Ахмеда Алама и Амине Ризк, прешле су из позоришта у филм, као и комичарске звезде попут Нагиба ал-Риханија, Фавзија ал-Газарлија и Алија ал-Касара.
Египат је такође допринео акционом жанру са глумцима као што је Јусеф Мансур, који је постао познат 1990-их по својим филмовима о борилачким вештинама.
Египатско-јеврејска браћа Френкел, Хершел, Шломо и Давид, сматрају се пионирима уметности анимације у Египту и арапском свету. Инспирисани раним америчким цртаним филмовима и немим комедијама, објавили су свој први анимирани филм 1936. године под називом Мафиш Фајда. Прва анимирана серија на арапском језику била је Mishgias Sawah (1979), објављена у Египту, док је први дугометражни арапски анимирани филм Витез и принцеза, такође објављен у Египту 2019. године. Египатска кинематографија је такође допринела серијом Бакар, египатском анимираном серијом која је представила први прави египатски нубијски цртани лик. Креирала ју је редитељка Мона Абул Наср, која је режирала неколико епизода серије пре него што је умрла 2003. године. Након њене смрти, њен син, Шериф Гамал, наставио је серију. Емисија је престала да се емитује 2007. године. Серија је такође стекла популарност захваљујући уводним и завршним сценама анимиране серије, које је изводио познати уметник Мухамед Мунир. Насловна песма постала је култна и вољена од стране Египћана свих узраста. Ова серија је такође садржала јединствене геометријске шаре и препознатљиве елементе костима инспирисане нубијским стилом.
Прва телевизијска драма у арапском свету, Хареб Мин ел-Ајам, емитована је из Египта 1962. године током Рамазана. Често називана ера нове арапске кинематографије, током средине 1960-их до средине 1970-их, утицај италијанског реализма и реакција на политичка превирања  створили су низ независних арапских филмова који су укључивали трагове арапске мелодраме. Године 1972, кувајтски драмски филм Bas ya Bahar постао је први наративни играни филм у Заливу и сматра се једним од најважнијих филмова на арапском језику у арапској кинематографији.
Доминација Египта у арапској кинематографији приписује се развоју драмских уметности, богатству студија, искусним редитељима, техничарима, филмским звездама, певачима и трбушним плесачицама. Од 2010-их, „нови талас“ арапске кинематографије обухватио је филмове који истражују везе са жанровским филмом, укључујући фантазију, научну фантастику и хорор. Од Арапског пролећа, арапски филмови су такође постали политички. У ономе што је описано као „жива нова ера“ арапске кинематографије, 2020-те су донеле раст саудијске филмске индустрије, са извесном стабилношћу у Египту, Тунису и Мароку. Године 2023, египатски 3Д хорор филм Дан 13 постао је први арапски 3Д филм. Исте године, саудијски хорор филм Виолончело постао је први арапски међународни хорор филм. Такође те године, филм Сукар, који је подржала саудијска продукцијска кућа MBC Group, проглашен је за први музички филм арапског света снимљен у западном канону. Тренутно, највећи ланац биоскопа на Блиском истоку је Vox, у власништву компаније Majid Al Futtaim са седиштем у Уједињеним Арапским Емиратима.

## Преглед
Арапска кинематографија обухвата филмове из различитих земаља и култура арапског света и стога нема један облик, структуру или стил. Арапска кинематографија углавном обухвата филмове снимљене у Египту, Либану, Сирији, Ираку, Кувајту, Алжиру, Мароку и Тунису. Међутим, по дефиницији, обухвата и Бахреин, Џибути, Јордан, Либију, Оман, Палестину, Катар, Саудијску Арабију, Сомалију, Судан, Уједињене Арапске Емирате и Јемен.
У свом почетку, арапска кинематографија је углавном била имитација западне кинематографије. Међутим, она се стално мењала и развија, и наставља да се стално мења, јер свака земља у региону има своје јединствене карактеристике и препознатљив бренд кинематографије.
Египат је, посебно, пионир међу арапским земљама у области кинематографије. Одржива филмска индустрија је успела да се појави у Египту када су други делови арапског света могли само спорадично да производе дугометражне филмове због ограниченог финансирања. Стога, арапском кинематографијом доминирају филмови из Египта, где се производе три четвртине свих арапских филмова. Према речима филмског критичара и историчара Роја Армеса, либанска кинематографија је једина друга кинематографија у региону арапског говорног подручја која би могла да се сматра националном кинематографијом.
Док египатски и либански филмови имају дугу историју продукције, већина других арапских земаља није имала филмску продукцију све до стицања независности. Чак и крајем 20. века, већина филмских продукција у земљама попут Бахреина, Либије, Саудијске Арабије, Судана и Уједињених Арапских Емирата ограничена је на телевизију или кратке филмове.
На другим местима у Северној Африци и на Блиском истоку, филмска продукција је била оскудна све до краја 1960-их и почетка 1970-их, када су неки филмски ствараоци почели да добијају финансијску помоћ од државних организација. Било је то током ере након стицања независности, када је арапска кинематографија у већини земаља почела. Већину филмова произведених у то време финансирала је држава и садржали су националистичку димензију. Ови филмови су помогли у унапређењу одређених друштвених циљева као што су независност и други друштвени, економски и политички циљеви.
Постоји повећано интересовање за филмове пореклом из арапског света. На пример, филмови из Либана, Алжира, Марока, Палестине, Сирије и Туниса приказивани су чешће на локалним филмским фестивалима и у репертоарским биоскопима него крајем 1900-их.
Арапска кинематографија је истраживала многе теме из политике, колонијализма, традиције, модерности и друштвених табуа. Такође је покушала да побегне од своје раније склоности да имитира и ослања се на западне филмске стилове. У ствари, колонизација није утицала само на арапске филмове, већ је имала утицај и на арапске биоскопе. Такође, приказивање жена постало је важан аспект. Арапкиње су обликовале велики део филмске индустрије у арапском свету користећи своје филмске таленте у побољшању популарности арапских филмова.
Међутим, продукција арапске кинематографије је такође доживела пад, а филмски ствараоци на Блиском истоку покушавају да се „суоче са својом стварношћу“.

## Порекло и историја
Дугометражни играни филмови почели су да се производе локално у арапском свету након 1920-их. На пример, египатски филм Лејла из 1927. године. У то време, процес уметања звука у филмове се обављао у Паризу, а Египат је могао да произведе само два звучна филма, један под називом Awlad Al-Thawat (Синови аристократа) и други Unshudat Al-Fu’ad (Песма срца). Поред сиријског филма Al-Muttaham Albari' (Невини оптужени), приказаног 1928. године, Mughamarat Ilyas Mabruk (Авантуре Иљаса Мабрука) у Либану 1929. године. Иако су ови филмови снимљени у арапском свету, углавном су режирани, продуцирани или су показивали уметнички утицај странаца или имиграната.

### Филмска продукција у арапској кинематографији
Арапска кинематографија није цветала пре националне независности земаља, а чак и након тога, филмска продукција арапске кинематографије била је ограничена на кратке филмове. Међутим, за неке од њих је било изузетака. На пример, Египат је постигао највећи број у продукцији филмова и произвео је више од 2.500 дугометражних филмова. Током 1950-их и 1960-их, Либан је произвео 180 играних филмова. Два дугометражна кувајтска филма снимљена су крајем 1970-их, а један дугометражни бахреински филм снимљен је 1989. године. Сирија је произвела око 150 филмова, Тунис приближно 130. филмова. 100 филмова је произведено у Алжиру и Ираку, скоро 70 у Мароку, а филмова снимљених у Јордану било је мање од 12.

### Биоскопи у арапском свету
Утицај филмова и биоскопа на Арапе био је последица утицаја Запада на арапски свет. Стога, староседеоци нису били власници биоскопа који су се налазили на њиховим земљама.
Први биоскоп у Египту изградила је француска компанија Пате 1906. године у Каиру, поред биоскопа који су били у власништву браће Лимијер у Александрији и Каиру. У Тунису је први биоскоп отворен после 1907. године.
Године 1908, египатски Јевреји су у Јерусалиму отворили биоскоп под називом „Оракл“. Такође 1908. године, у неким алжирским градовима, биоскопи су изграђени на местима у зависности од броја Европљана који су тамо живели, као што је био случај у Оран. Мање од 20 година касније, већина арапских земаља је имала више од биоскопа за приказивање филмова. У Саудијској Арабији и Северном Јемену, биоскопи нису били прихваћени или су били забрањени због верских приговора.
Међутим, између 1960-их и 1970-их, ово питање је, генерално, решено и прихватио краљ Фејсал од Саудијске Арабије. У савезу са визијом престолонаследника Саудијске Арабије Мухамеда бин Салмана за 2030. годину, која позива на проширење уметничких, културних и забавних области у земљи, први биоскоп је отворен у Џеди 18. априла 2018. године.

### Утицај сукоба на египатску и палестинску кинематографију
Историја арапске кинематографије била је под утицајем политичких изазова као што су египатска револуција 1952. године, пораз од Израела 1967. године и палестински отпор.
Током египатске револуције 1952. године, феудалистички систем је замењен националистичком идеологијом коју је предводио Раис. Нова влада је утицала на филмску индустрију, у којој су многи филмови били социјално-реалистична дела која приказују стварни живот Египта. Многи филмови које је Салах Абу Сеиф продуцирао 1952. године били су неореалистички, попут филма Мајстор Хасан, који је приказивао тешкоће различитих класа у Каиру. За овај систем се каже да је изведен из италијанског неореализма, мада није био баш успешан јер је снимљено само неколико филмова.
Након што је Израел поразио арапску нацију 1967. године, основано је Удружење новог филма, чији су представници 1968. године написали манифест у којем позивају на „појаву нове кинематографије са дубоким коренима у савременом Египту“, у којој је „неопходно успоставити прави дијалог унутар египатске културе како би се створили нови облици“. Међутим, палестински отпор је инспирисао многе арапске филмске ствараоце од 1948. године да снимају филмове о својој борби. 1972. године основано је Удружење Палестинаца како би окупило све арапске филмске ствараоце чији је рад био посвећен палестинском отпору.

## Улога жена у арапској кинематографији
Самија Гамал се сматра једном од најистакнутијих египатских трбушних плесачица у златном добу египатске кинематографије. Њен утицај се проширио и ван оквира арапске кинематографије. Приписује јој се заслуга за доношење трбушног плеса из Египта у Холивуд, а одатле у европске школе.
Жене су успеле да представљају 6% укупног броја стваралаца играних филмова у Магребу током 1990-их, а мање у процентима на Блиском истоку. Први дугометражни филм на 35 мм који је режирала Алжирка био је Рашида (2002), редитељке Јамине Бачир.
Током 2000-их, број жена у филмском медијуму се повећао и у Либану, Мароку и Тунису. Арапске редитељке су имале значајнији утицај на животе жена у арапском свету. Арапкиње су такође биле пионири у писању сценарија, где су жене попут алжирских романописаца Асије Џебар и Хафсе Зинај-Кудил снимиле сопствене игране филмове, објављене 1978. и 1993. године 
Жене са Блиског истока које су биле заинтересоване за филмско стваралаштво биле су збринуте јер су оне, рођене током 1960-их и 1970-их, послате да студирају о овом медијуму у Сједињене Америчке Државе, као што су Наџва Наџар из Палестине и Дахна Абурахме из Либана, и друге које су студирале у Паризу, Канади и Њујорку. Стога је европски стил у њиховим играним филмовима приметан, поред ефекта колонизације. Арапске филмске стваратељке су такође имале важну улогу у приказивању траума грађанског рата, као и у дотицању друштвених питања која су се посебно односила на жене, попут сексуалног злостављања.
Тежња филмској каријери била је ризична 1930-их, посебно за жене, због њихових традиционалних домаћих улога у то време. Ипак, једна од пионирки египатске кинематографије, Бахига Хафез, преузела је водећу улогу у обликовању филмске индустрије у настајању као продуценткиња, редитељка и композиторка. Опасност њеног рада је готово (али никада у потпуности) надокнађена изванредним достигнућем њеног дебитантског филма, Ал-Дахаја (Жртве, Египат, 1932).

## Арапски филмски ствараоци рођени 1960-их
Нова генерација филмских стваралаца рођених 1960-их користила је филм као начин изражавања свог националног идентитета и политичке историје својих земаља, будући да је Блиски исток доживео многа политичка превирања, укључујући ратове и инвазије. Иако су ови независни филмски ствараоци имали своје кинематографске приступе, били су под великим утицајем Запада, посебно Француске кроз европску филмску обуку и друге програме који су се нудили.
Ови арапски филмски ствараоци су снимили филмове који се баве питањима везаним за слободу изражавања и улогу жена у друштву. У ствари, филмски ствараоци попут Надје ел Фани и Лејле Мараки снимали су филмове који су били сексуално експлицитни и мало је вероватно да ће бити приказани у јавним арапским биоскопима. Ове филмске стваратељке и многе друге, посебно из Либана, Туниса и Марока, фокусирале су се на осветљавање женских питања на арапском екрану. Међутим, Армес сматра да су „ставови генерације филмских стваралаца 2000-их дефинисани притисцима и могућностима глобализације.“ Многи арапски независни филмски ствараоци имају хибридне идентитете, а различите личне и глобалне референце се огледају у њиховим филмовима, што Ризи описује као „транснационалност“.
На пример, продуцент филма Последњи петак је Палестинац јорданског порекла који је одрастао у Саудијској Арабији и радио у граду Аману. Ови космополитски идентитети независних арапских филмских стваралаца омогућили су им приступ главним институцијама за финансирање. Штавише, успон нове дигиталне технологије на Блиском истоку помогао је младим филмским ствараоцима у продукцији документарних филмова захваљујући доступности опреме. Тако, филм  Пет поломљених камера палестинског редитеља говори о утицају ових технологија у региону. Поред документарних филмова, играни филмови су обрађивали питања националног идентитета, живота у дијаспори и носталгије, јер су имали за циљ да повежу аутсајдере са арапским друштвом. На пример, алжирски играни филм Bled Number One говори о Алжирцу који је напустио Француску и вратио се у Алжир, где га је породица дочекала са љубављу и подршком. Ови арапски филмски ствараоци су у својим филмовима одражавали национални, политички и историјски контекст својих земаља, а такође су разматрали и питања везана за критику, слободу изражавања и друштвене улоге жена. 

## Фестивали
Постоје бројни филмски фестивали који се историјски одржавају у различитим деловима арапског света како би се одала почаст и представили филмови из арапских региона, као и међународни филмови.

### Непостојећи или отказани фестивали

#### Међународни филмски фестивал у Дубаију
Међународни филмски фестивал у Дубаију био је међународни филмски фестивал са седиштем у Дубаију, Уједињени Арапски Емирати. Покренут 2004. године, а имао је за циљ да подстакне раст филмског стваралаштва у арапском свету. Међународни филмски фестивал у Дубаију се одржавао под почасним председавањем Ахмеда бин Саида ал Мактума. Био је то непрофитни културни догађај, који је представила и организовала Управа за слободну зону технологије, електронске трговине и медија Дубаија.
Међународни филмски фестивал у Дубаију је представљао кинематографску изврсност из целог света и нудио истакнуту платформу за амбициозне домаће таленте. Награда Мур за изврсност у арапској кинематографији покренута је 2006. године, са циљем да се препознају арапски филмски ствараоци, како на регионалном, тако и на међународном нивоу.

#### Филмски фестивал у Абу Дабију
Филмски фестивал у Абу Дабију био је још један кључни међународни филмски фестивал у ширем арапском региону. Церемонија, основана 2007. године, одржавала се сваке године у октобру у Абу Дабију, УАЕ, од стране Управе за културу и наслеђе Абу Дабија, под покровитељством шеика Султана Бин Тахнуна Ал Нахјана, председника Управе за културу и наслеђе Абу Дабија. Филмски фестивал у Абу Дабију је имао за циљ да подстакне раст филмског стваралаштва у арапском свету приказивањем филмова из региона, заједно са истакнутим продукцијама међународних филмских стваралаца. Први фестивал је дебитовао са 152 филма и 186 пројекција приказаних на пет локација у Абу Дабију. За награду „Црни бисер“ такмичило се укупно 76 дугометражних и 34 краткометражних филмова из преко 35 земаља.

#### Филмски фестивал Трибека у Дохи
Филмски фестивал Трибека у Дохи био је годишњи петодневни филмски фестивал основан 2009. године ради промоције арапског и међународног филма и развоја одрживе филмске индустрије у Катару. Фестивал је био један од највећих забавних догађаја у Катару, привукавши преко 50.000 гостију 2010. године.
Филмски фестивал Трибека у Дохи је био годишњи филмски фестивал Филмског института у Дохи, организације коју је основала шеика Ал Мајаса бинт Хамад бин Калифа ал-Тани, а који спроводи, обједињује и надгледа филмске иницијативе у Катару.
Трећи годишњи Филмски фестивал Трибека у Дохи требало је да се одржи од 25. до 29. октобра 2011. године у културном селу Катара у Дохи. На фестивалу је требало да буде приказано око 40 филмова, у оквиру различитих тематских секција, представљајући светску и блискоисточну кинематографију.

## Иницијативе
У сарадњи са организацијом за стручну обуку, умрежавање и развој пројеката Европских аудиовизуелних предузетника, Међународни филмски фестивал у Дубаију је 2010. године почео да нуди филмским ствараоцима групу радионица за развој и копродукцију Interchange, намењених редитељима, сценаристима и продуцентима из ширег арапског региона.
Филмски фестивал у Абу Дабију је 2011. године покренуо фонд за развој и постпродукцију SANAD за филмске ствараоце из арапског света. Са циљем подстицања независне и ауторске кинематографије, филмски ствараоци који испуњавају услове сада имају приступ финансијским грантовима, радионицама за писање сценарија и представљање пројеката, као и личним састанцима са менторима и стручњацима из индустрије.

## Цензура и транснационални утицај на арапску кинематографију
Арапску кинематографију обликовали су и државна цензура и утицај транснационалних актера, укључујући спољне продукцијске куће, дистрибутерске компаније и јавне филмске фондове, као и државне актере попут окупационих сила. Филмови снимљени у арапском свету често су били подвргнути државној цензури због политичког садржаја, насиља, мучења, голотиње, богохуљења и сексуалног садржаја, иако се обим и спровођење цензуре разликују од земље до земље. Да би добили финансијска средства, која често нису доступна у региону Блиског истока и Северне Африке, и да би ушли на филмске фестивале, неколико арапских филмских стваралаца прибегло је сарадњи са западним продукцијским кућама и затражило финансијску подршку од европских и америчких јавних филмских фондова. То је довело до учешћа Запада у овим филмовима, често утичући и на њихов технички правац и на садржај. Неки арапски редитељи критиковали су западне продукцијске куће и филмске фондове због одабира наратива који потврђују њихове стереотипе о арапском свету. Палестинска филмска редитељка Суха Араф је у интервјуу описала своје искуство са западним филмским фондовима на следећи начин: „Европљани желе да се фокусирамо на њихове уобичајене стереотипе о палестинским женама... Очекују да се бавимо односом између Арапа и Јевреја, или да се бавимо зидом раздвајања, сукобом између Фатаха и Хамаса, или да скренемо пажњу на заосталост и фолклор у нашем сопственом друштву. Један од примера је убијање жена због онога што се назива 'породична част'.“ Унутар арапске филмске индустрије постоје гласови који позивају на крај „тоталне контроле великих међународних продукцијских и дистрибутерских компанија“.

### Египатска кинематографија
Пошто је египатска кинематографија била претеча арапске кинематографије, цензура арапске кинематографије почела је истовремено са њеним настанком. Године 1911, египатским шефовима полиције је додељен задатак праћења филмова који се приказују у египатским биоскопима, на основу закона о регулативи штампе који је био на снази од 1904. године. Годинама касније, 1921. године, званична цензура је консолидована и налаже да све филмове који су излазили ван Египта мора одобрити Одељење за општу безбедност Министарства унутрашњих послова. Иако су само увезени филмови морали да прођу Одељење за општу безбедност Министарства унутрашњих послова, они су чинили већину филмова приказаних у египатским биоскопима, домаћи филмови су такође били цензурисани уз мешање Института Ал-Азхар ал-Шариф. Године 1949, Министарство социјалних послова издало је Фаруков законик, закон о цензури, како би забранило реалистичне филмове које је Министарство описало као левичарске. Током Насерове ере, пошто је, према Гамалу Абделу Насеру, филм служио као средство за ширење и постизање револуционарних циљева, његов режим је почео да спроводи цензуру над египатском филмском продукцијом. Продукција историјских и политичких филмова била је дозвољена под условом да филмови не критикују режим. Од 1971. до 1973. године, током председничког мандата Анвара ел Садата, донет је Закон 35/1978, којим је од филмских продуцената и извођача захтевано да буду чланови Федерације уметничких синдиката. Да би постали чланови, египатски филмски ствараоци и извођачи морали су да заврше признату образовну институцију и да буду примљени од стране одбора на основу критеријума као што је „добар углед“. Овај закон је стога спречавао независне и аматерске продукције. Након успона Хоснија Мубарака, током 1980-их, спољни недржавни актери из земаља Залива почели су да врше све већи утицај на египатску кинематографију, јер су дистрибутерске компаније из арапских држава Персијског залива, као што су MBC Group и Rotana Cinema, углавном из Саудијске Арабије, поседовале значајну количину архивираних египатских филмова, што им је омогућило да стекну контролу над египатском кинематографском продукцијом. То је довело до веће стидљивости у египатским филмовима, што је видљиво у наглом смањењу пољубаца. Након револуције 2011. године, политика египатске државне цензуре није се значајно променила, а филмови и серије које негативно приказују полицајце и припаднике војске често су забрањивани од стране службеника за цензуру. Од 2017. године, администрација Абдела Фатаха ел Сисија је више укључена у сектор забаве кроз стварање нове регулаторне агенције и нове фирме под називом United Group for Media Services. Ова фирма поседује продукцијске куће и египатске биоскопе, цензурише садржај и одлучује које продукције смеју да се емитују. Истакнути египатски филмски редитељи попут Халеда Јусефа критиковали су повећану државну контролу над египатском кинематографијом.

### Палестинска кинематографија
Пре оснивања Израела, било је неколико случајева палестинског снимања филмова. Први палестински филмски продукцијски студио, Студио Палестина, основан је 1945. године. Међутим, развој палестинске кинематографије је одложен због Накбе, која је разбила палестинску заједницу. Шездесетих година прошлог века, први палестински филмови након Накбе снимљени су у избегличким камповима од стране палестинских организација отпора, како би ојачале и шириле палестински идентитет и оспориле ционистичке наративе. Палестинским филмским ствараоцима је било тешко да допру до палестинске публике на Западној обали и у Гази, јер је Израел затворио биоскопе. У арапским земљама, палестински филм је приказиван само ограниченој публици, јер су арапске институције неодобравале оно што су сматрале подстицајним и националистичким садржајем. Између 1969. и 1974. године постојао је кратак период палестинске кинематографије у оквиру сиријске јавне кинематографије. Продукцију и дистрибуцију ових палестинских филмова често су ометали сиријско Министарство културе и сиријска војна обавештајна служба због њихове критике арапског друштва и арапских лидера. После 1987. године, палестинско филмско стваралаштво почело је да се обликује у Гази, на Западној обали и унутар Израела, мада често у сарадњи са западним телевизијским каналима и институцијама. Арапски грађани Израела, који су Палестинци, суочавају се са дискриминацијом и боре се да добију финансирање за своје филмове од израелског Министарства културе или израелских фондација. Већина средстава иде јеврејским филмским ствараоцима, док се арапске продукције често одбијају уз образложење да су „радикално политизоване“ или „критичне према држави Израел“.

### Либанска кинематографија
Иако либанска кинематографија трпи релативно мање цензуре у поређењу са другим арапским филмским индустријама, постоји неколико случајева државне цензуре. Либанско тело за цензуру је Генерална безбедност, која припада Министарству унутрашњих послова и војне је природе. Либански закони о цензури датирају из 1920-их и имају за циљ да ограниче садржај који крши јавни ред, изазива поделу између Либана и пријатељских земаља или распирује секташке поделе. Примена закона о цензури у Либану је често недоследна и понекад под утицајем либанских верских власти. Пример за то је филм Ранде Шахал Civilized, за који је Комитет за општу безбедност захтевао одобрење и муслиманских и хришћанских свештеника.

### 21. век
У 21. веку, многи арапски филмски ствараоци и културни коментатори су забринути због тренутног стања и продукције арапске кинематографије. У новембру 2000. године, арапски филмски ствараоци из једанаест различитих земаља широм Блиског истока одржали су састанак како би се даље позабавили овим питањем и разговарали о будућности арапске кинематографије, јер сматрају да арапска кинематографија опада у популарности и квалитету. У ствари, током састанка, многи редитељи, укључујући учеснике из Омана, Кувајта, Емирата и Саудијске Арабије, сматрали су да у њиховој земљи нема филмске индустрије о којој би се могло разговарати. Према речима ирачког редитеља, филмска индустрија у његовој земљи пати од 1990-их. Палестински филмски стваралац Елија Сулејман рекао је да више нема занимљивих арапских филмова за гледање.
Штавише, чак и Египат, „Холивуд арапског света“, опада и није у стању да се такмичи са холивудском кинематографијом и америчким увозним филмовима. Јер, „број домаћих продукција драматично је опао, са преко шездесет филмова годишње 1960-их на нешто више од десетак годишње данас, а чак и те филмове из биоскопа потискује амерички увоз“. Једно од решења, које је египатски филмски стваралац и редитељ филма Ел Медина, Јусри Насралах, смислио, јесте оснивање биоскопа за приказивање само арапских филмова. Један од потенцијалних разлога за пад продукције арапске кинематографије су политички сукоби. Палестинска кинематографија је представљена 1976. године и увек се бавила политиком. Многи од снимљених филмова били су документарци о ратовима и избегличким логорима. Штавише, филмски ствараоци широм Блиског истока, попут Рашида Машаравија, Алија Насара и многих других, почели су да развијају филмове о палестинском и израелском сукобу.
Према речима Нане Асфур, пад арапске кинематографије у 2000-им делимично је последица великих ограничења и цензуре коју су Арапи наметали редитељима који производе изазовне филмове попут Зијада Дуеирија и Ранде Чахал Сабаг и који путују на Запад да би приказивали њихове филмове. Она закључује рекавши да „ако довољно арапских филмских стваралаца следи примере својих редитеља и ако довољно Арапа научи да цени и негује своје домаће таленте, арапска кинематографија би врло лако могла да се нађе као достојан пратилац признате филмске индустрије суседног Ирана.“
Саудијски хорор филм Виолончело (2023), који је написао Турки Ал-Шеик, режирао Дарен Боусман, а у којем глуме Џереми Ајронс и Тобин Бел, као и Елхам Али и Самер Исмаил, сматра се првим арапским међународним хорор филмом.